# القوطا
قرية القوطا هي إحدى القرى التابعة لمركز الفتح في محافظة أسيوط في جمهورية مصر العربية. حسب إحصاءات سنة 2006، بلغ إجمالي السكان في القوطا 1567 نسمة، منهم 769 رجل و798 امرأة.